# Hakhout

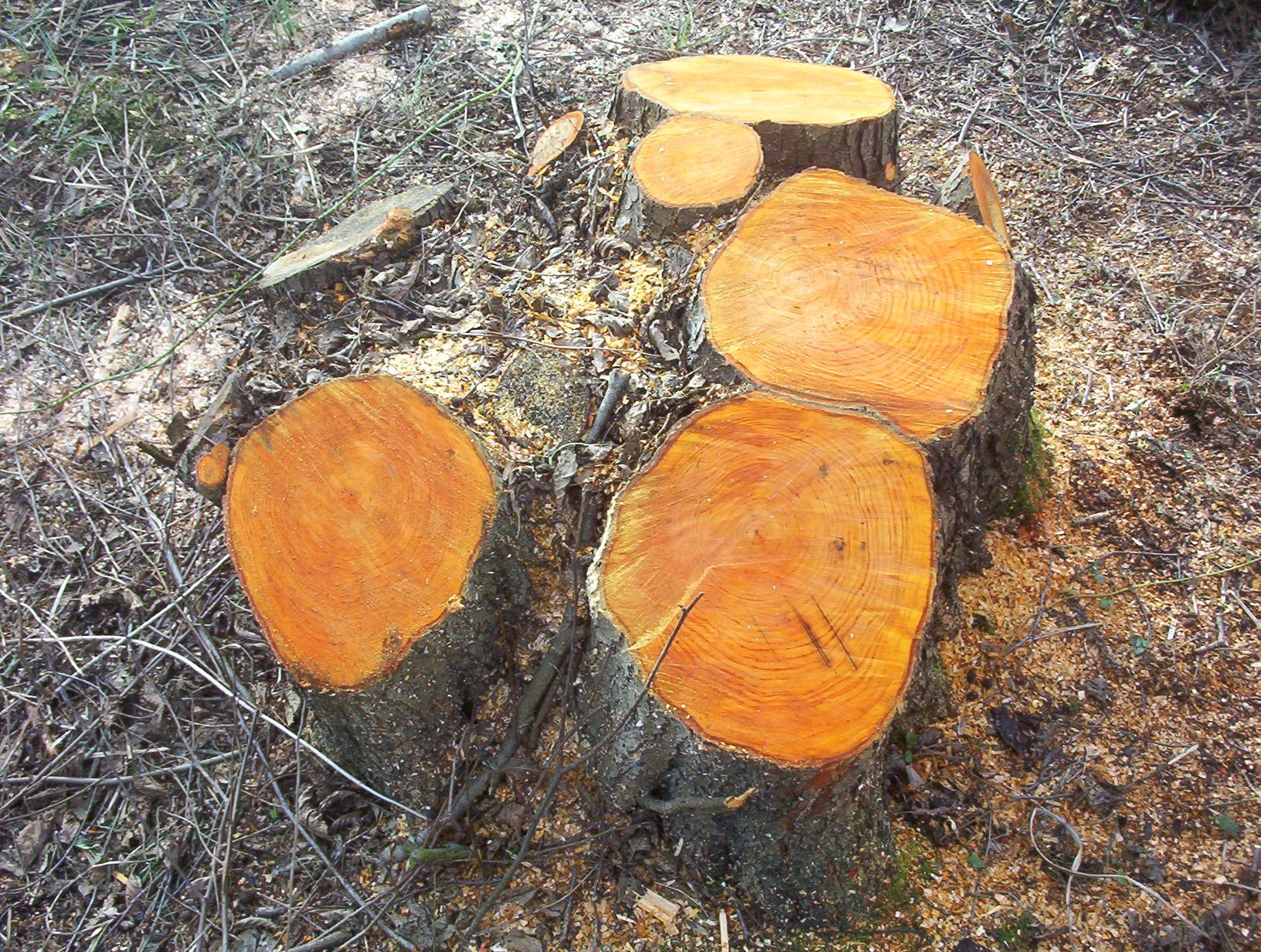
Stobbe van pas gekapte zwarte els

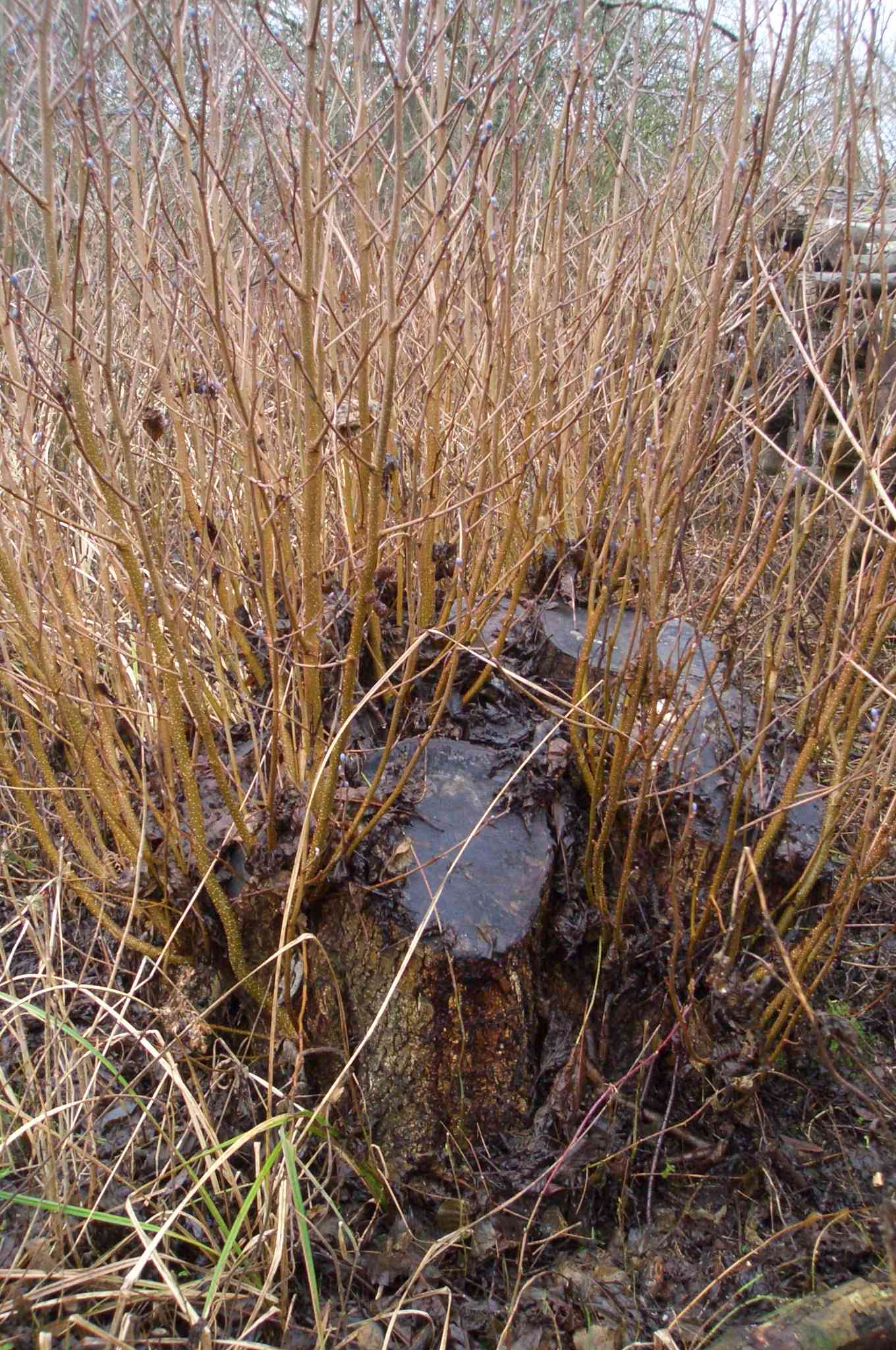
Dezelfde boomstronk na een jaar

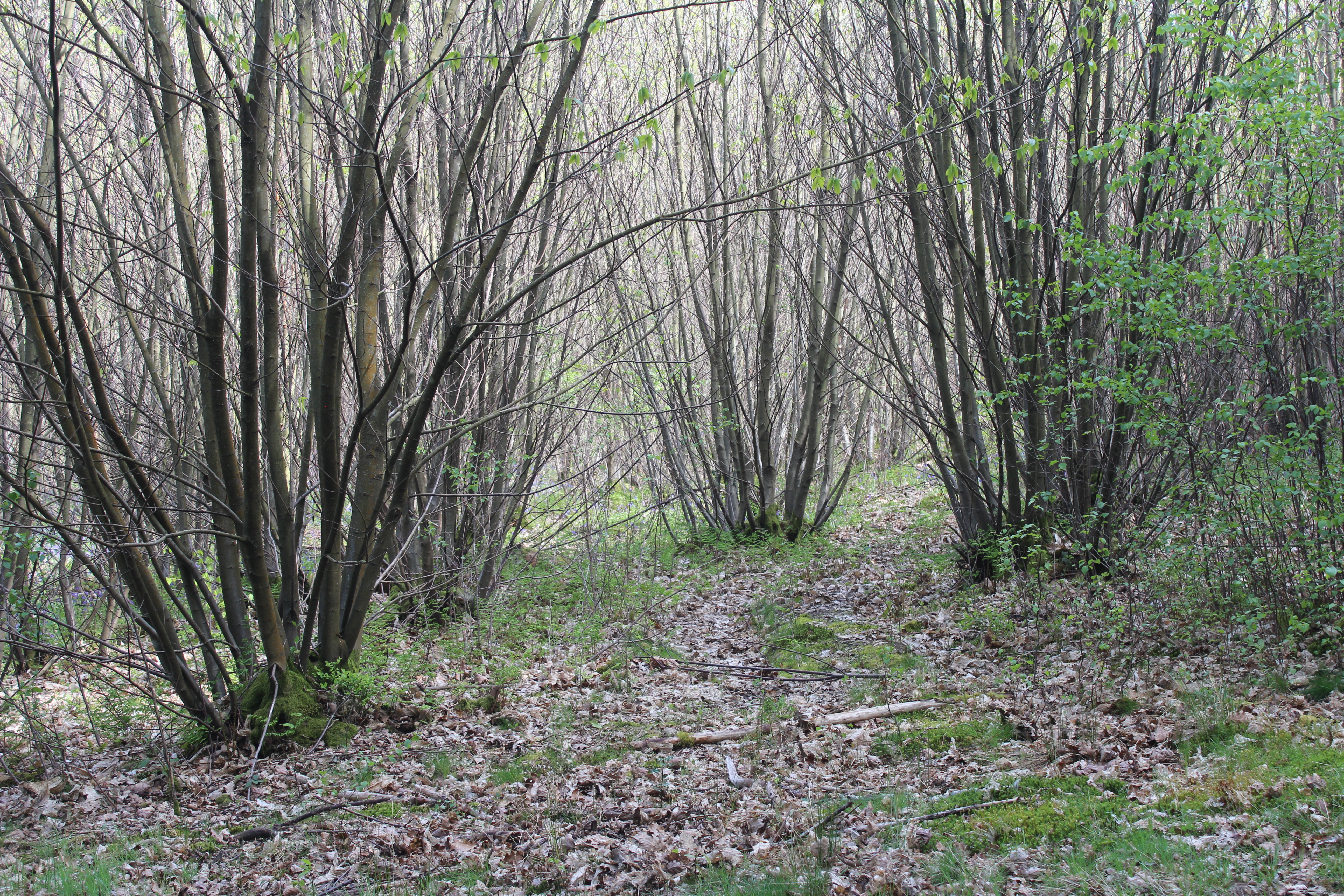
Tamme kastanje hakhoutplantage in Surrey, Engeland

Hakhout, ook wel strubbel of schaarhout, is hout dat gekapt wordt van bomen en struiken voor gebruik. De boom wordt daarbij niet helemaal gekapt, maar tot net boven de stambasis. Op de stronk of stobbe laat men soms een 'spaartelg' staan waaruit dan weer een nieuwe boom kan groeien. 
De frequentie waarmee gekapt wordt is afhankelijk van de boomsoort: es om de 5 à 7 jaar, els en wilg om de 6 à 10 jaar en eik om de 10 à 15 jaar. 
Het meest wordt op zandgrond en lichtere leemgronden de eik als hakhout gebruikt. Op vochtige of meer voedselrijke groeiplaatsen lenen ook wilg, els, es, linde, iep en beuk zich voor het gebruik als hakhout. Onder andere op de Veluwe zijn stoven of hakhoutstoelen te vinden van eeuwenoude hakhoutcultures met eiken hakhoutstrubben. 
Wanneer het hout weer vanaf de stobbe moet opgroeien loopt het een goede kans door het wild aangevreten te worden. Daarom werd soms om een veld met hakhout een heg van moeilijk doordringbare struiken geplant om het wild buiten te houden.

## Beheer
Het hakhoutbeheer is gebaseerd op het vermogen van een boom zich steeds weer te herstellen. De overgebleven stobbe kan na het oogsten van het hout opnieuw uitlopen, zodat het geoogste hout in de loop van de tijd weer wordt vervangen. 
Als gevolg van de toegenomen lichtinval op de bodem en van de beschadiging die houtkap oplevert zullen slapende knoppen worden geactiveerd en uitlopen. Daarnaast kunnen er door de beschadiging nieuwe takmeristemen worden geproduceerd in het cambium. Deze takmeristemen vormen de adventiefknoppen, en vanuit deze knoppen kunnen nieuwe takken, takcomplexen en uiteindelijk bomen groeien.

## Gebruik
- Van de eik werd de bast gebruikt voor eek, het overblijvende dikke geschilde hout als palen voor de paling- en worstrokerijen en het dunnere hout als takkenbossen voor het stoken van ovens.
- Hakhout uit geriefbosjes werd geoogst voor huiselijk gebruik als brandhout en voor het maken van gereedschappen.
- Hakhout van de tamme kastanje wordt onder andere gebruikt voor hekken en rasters.
- Griendhout uit wilgenplantages langs rivieren werd elk jaar gesnoeid om te gebruiken als bindwilg, of vlechtwerk voor manden. Takken van meerdere jaren oud vonden onder andere toepassing in de waterbouw, bij het maken van zinkstukken.
- Een moderne toepassing van hakhout is als biobrandstof voor het produceren van groene stroom.

## Trivia
- Het laatste oorspronkelijke hakhoutbos van Nederland is het Holsetterbos bij Holset.

## Fotogalerij

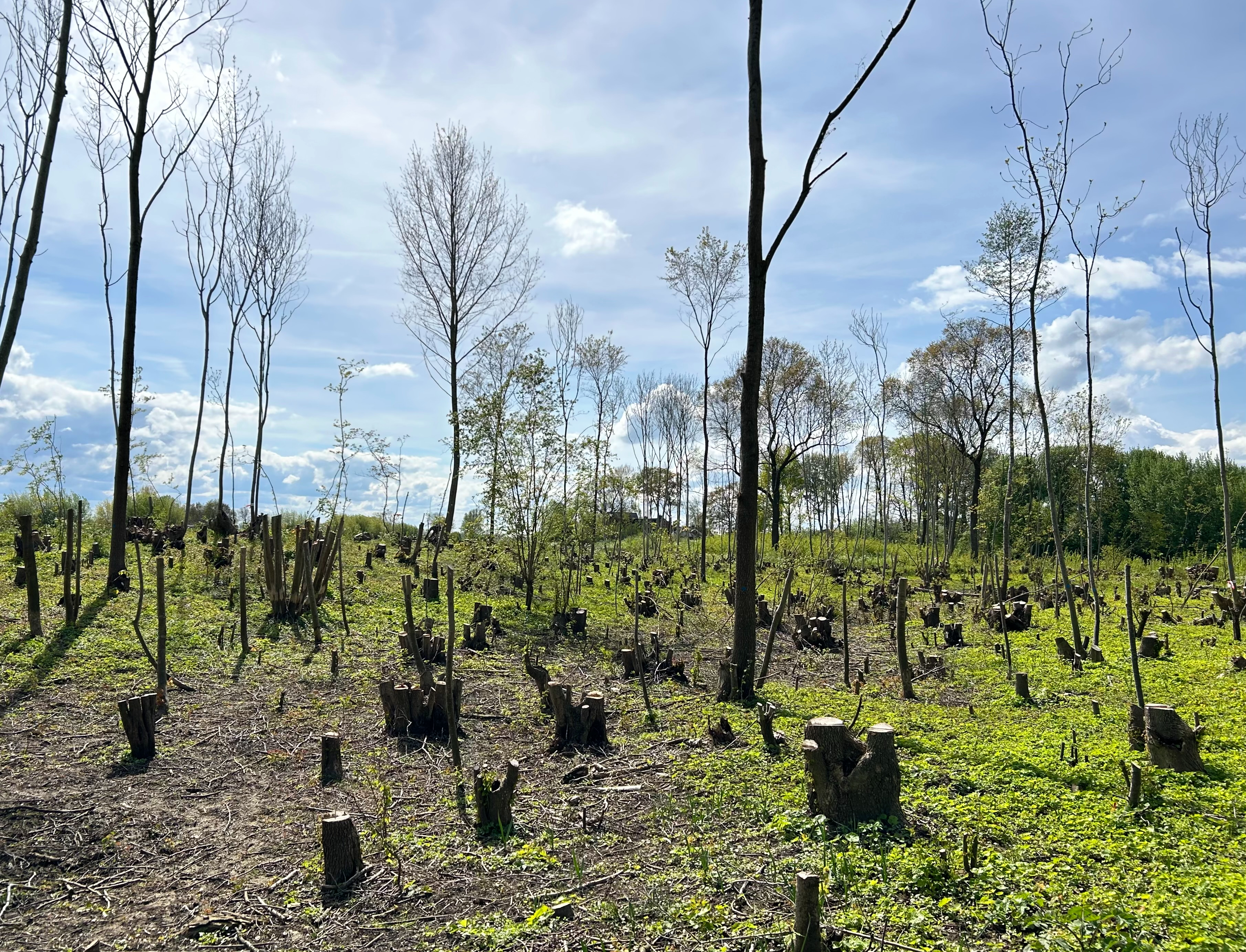
Hakhout met overstaanders in een abelen-iepenbos
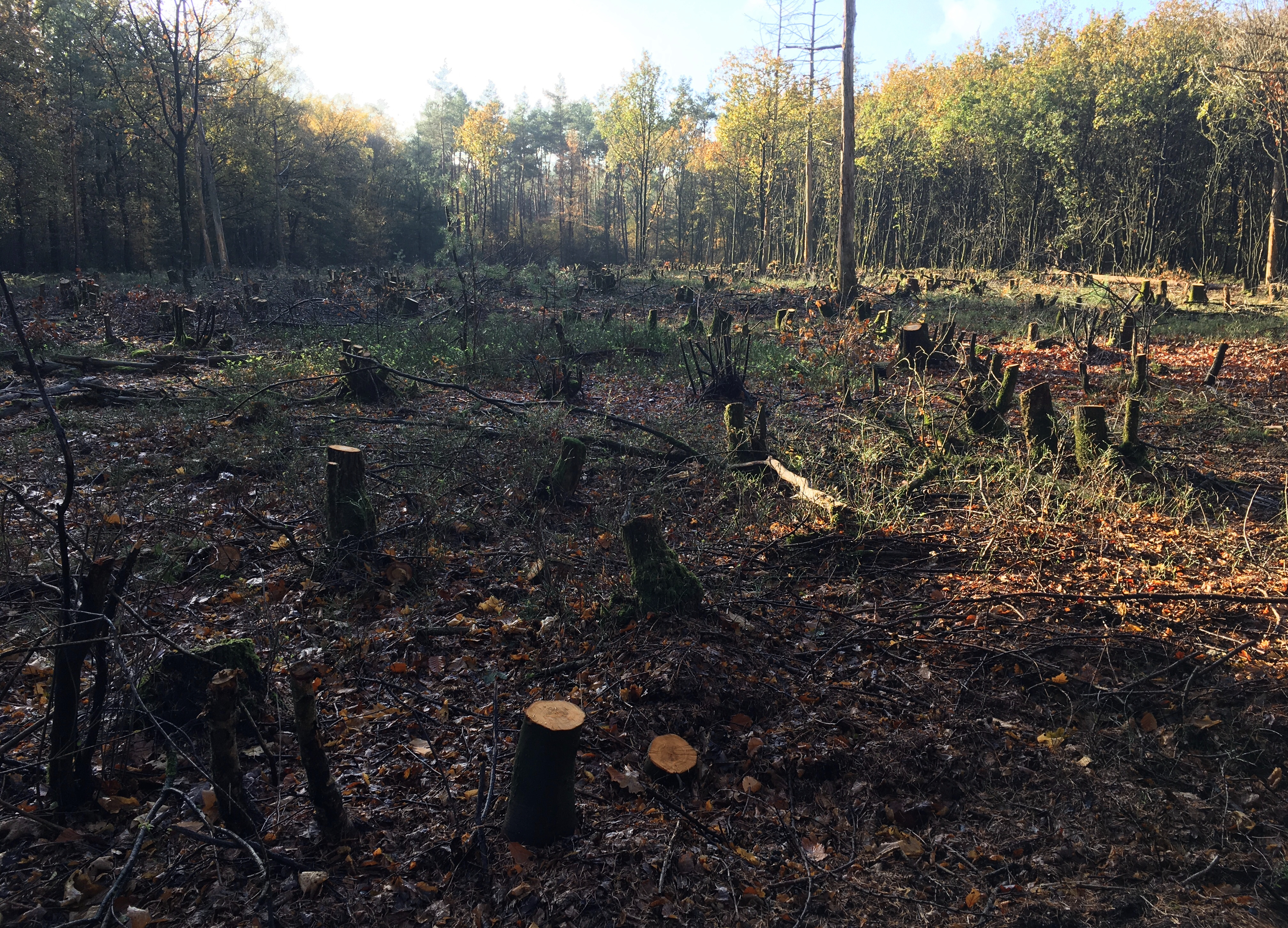
Hakhoutbeheer in de Sysselt
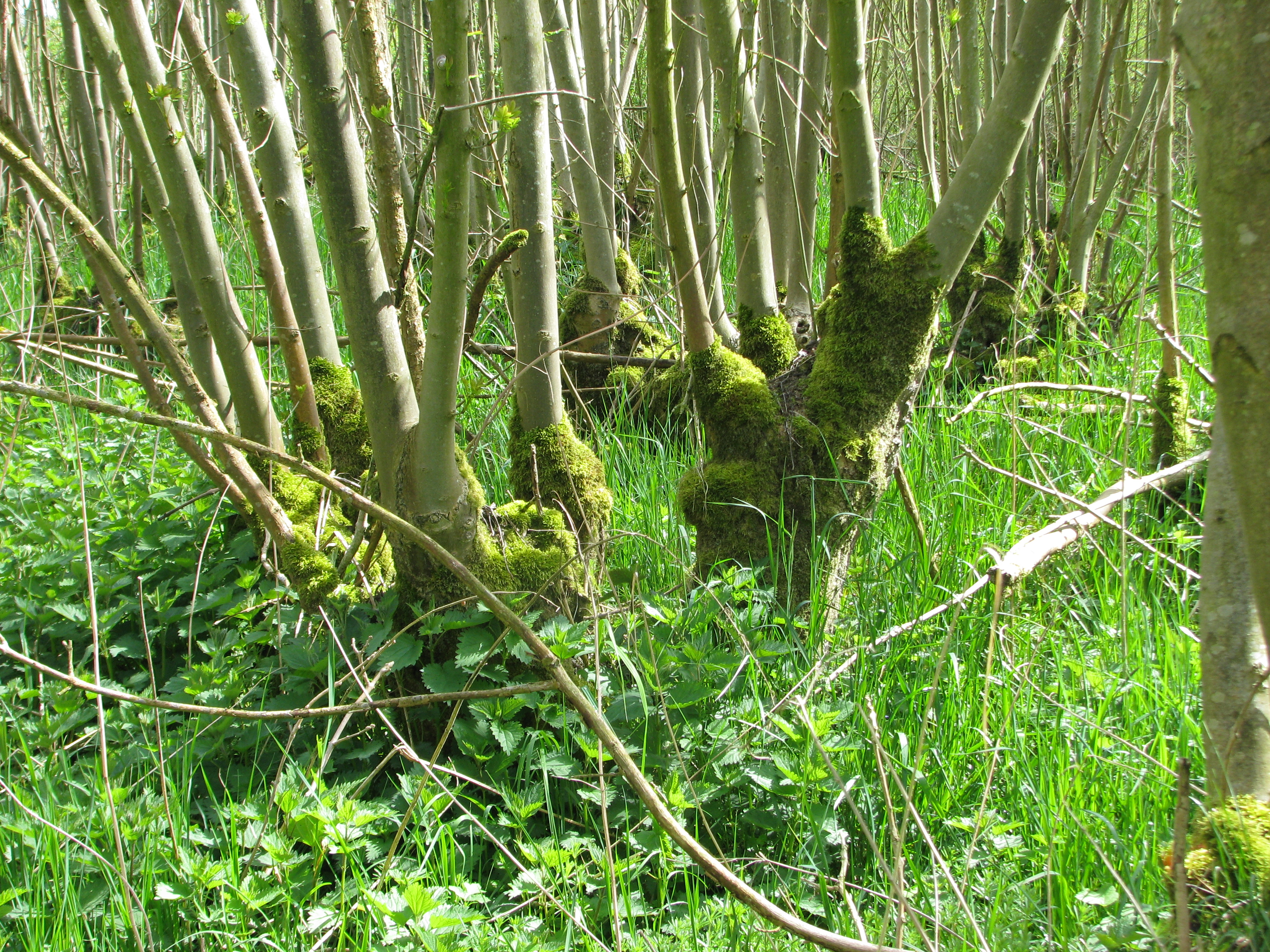
Essenhakhout in Overlangbroek